# Дериния
Дерѝния (на гръцки: Δερύνεια) е село в Кипър, окръг Фамагуста. Според статистическата служба на Република Кипър през 2001 г. селото има 4954 жители.
Намира се на 12 km от Агия Напа.